# Marcus Mundus
Marcus Mundus (* 1989 in Finsterwalde) ist ein deutscher Sänger, Akkordeonist und Musikproduzent.

## Leben und Wirken
Mundus stammt aus der Region um das brandenburgische Finsterwalde. Schon im Kindesalter begann er mit dem Musizieren. Er spielt Synthesizer, Akkordeon und Klavier und gewann einen Gesangswettbewerb bei Detlef Soost im Alter von achtzehn Jahren, der ihm eine erste Musikveröffentlichung einbrachte.
Er studierte Gesang, Musikpädagogik und Musikproduktion mit Schwerpunkt auf Jazz an der Hochschule für Musik Carl Maria von Weber Dresden. Aufenthalt in Nashville, USA, Studium an der dortigen Belmont University, Abschluss zum Diplom-Musikpädagogen. Marcus Mundus ist als Sänger, Musikproduzent und Musikpädagoge für Akkordeon und Gesang tätig.
Marcus Mundus ist Leadsänger der Gruppe „Achiwo“, vormals „The Mundus“, die durch eigenwillige Popmusik und exzentrische Texte und Videos auf sich aufmerksam macht. Daneben war er Mitglied einer Depeche-Mode-Coverband als Sänger und Keyboarder und war außerdem als Musical-Darsteller unter anderem im „Wilden Oscar“ in Berlin tätig, wo er vor allem Musicals als Hauptdarsteller präsentierte, wie z. B. Aber bitte mit Sahne – Das etwas andere Udo Jürgens Musical, das er selbst schrieb, Carusello Italiano, Christl und Älexis und Hand in Hand durchs Schlagerland.
Für den Film Pfadfinder (2010) stellte Mundus einen Song zur Verfügung. Mundus ist auch als Synchronsprecher tätig.

## Achiwo
Mit dem Musikprojekt „Achiwo“, vormals „The Mundus“ schafft Marcus Mundus Synthiepop. Der tiefbassige Gesang, der auch an Martin Gore oder Johnny Cash erinnert, der sich mit hohem Falsett abwechselt, die teils surrealen Texte, die von den Lebenswelten queerer Menschen und ihren Geheimnissen berichten und die vielschichtigen Synthesizer-Arrangements, machen seine Musik aus.
Die Musik und die Texte sind stets selbst komponiert, Musikwerke wie Shy Boy oder It has begun sind zumeist auf Englisch mit deutschen Texteinschüben gesungen.
Im Musikvideo The Law 2020 spielt auch der Schauspieler Dieter Rita Scholl mit.

### Werk

#### Filmographie
- Babylon Berlin, (Fernsehserie, Sky 1, ungenannt), 2017.
- Beat (Fernsehserie, 7 Teile, Amazon Prime, ungenannt), 2018.
- Stasikomödie, (von Leander Haußmann, ungenannt), 2020.

#### Album
- So Far, 2010.
- Synthie noch zu retten, 2019.

#### Singles
- Foreign Tempation, 2010.
- Shy Boy, 2016.
- It has begun, 2016.
- Your secret, 2019.